# Yushania
Genre
Classification phylogénétique
Yushania est un genre de plantes monocotylédones de la famille des Poaceae, sous-famille des Bambusoideae, originaire des régions tropicales d'Afrique et d'Asie, qui comprend 74 espèces acceptées.
Ce sont des  bambous à feuilles persistantes, aux tiges lignifiées pouvant atteindre 4 m de long et 2 cm de diamètre.

## Liste d'espèces
Selon World Checklist of Selected Plant Families (WCSP) (31 mars 2017) :
- Yushania addingtonii Demoly (2006)
- Yushania ailuropodina T.P.Yi (1996)
- Yushania anceps (Mitford) W.C.Lin (1974)
- Yushania andropogonoides (Hand.-Mazz.) T.P.Yi (1986)
- Yushania angustifolia T.P.Yi & J.Y.Shi (2007)
- Yushania auctiaurita T.P.Yi (1991)
- Yushania baishanzuensis Z.P.Wang & G.H.Ye (1983)
- Yushania basihirsuta (McClure) Z.P.Wang & G.H.Ye (1981)
- Yushania bojieiana T.P.Yi (1986)
- Yushania brevipaniculata (Hand.-Mazz.) T.P.Yi (1986)
- Yushania brevis T.P.Yi (1986)
- Yushania burmanica T.P.Yi (1995)
- Yushania canoviridis G.H.Ye & Z.P.Wang (1989)
- Yushania cartilaginea T.H.Wen (1984)
- Yushania cava T.P.Yi (1985)
- Yushania chingii T.P.Yi (1986)
- Yushania collina T.P.Yi (1986)
- Yushania complanata T.P.Yi (1986)
- Yushania confusa (McClure) Z.P.Wang & G.H.Ye  (1981)
- Yushania crassicollis T.P.Yi  (1988)
- Yushania crispata T.P.Yi (1991)
- Yushania dafengdingensis T.P.Yi (1996)
- Yushania elegans (Kurz) R.B.Majumdar (1989)
- Yushania elevata T.P.Yi (1986)
- Yushania emeryi (Stapleton) Demoly (1998)
- Yushania exilis T.P.Yi (1986)
- Yushania falcatiaurita Hsueh & T.P.Yi (1986)
- Yushania farcticaulis T.P.Yi (1986)
- Yushania farinosa Z.P.Wang & G.H.Ye (1981)
- Yushania flexa T.P.Yi (1987)
- Yushania gigantea T.P.Yi & L.Yang (2014)
- Yushania glandulosa Hsueh & T.P.Yi (1988)
- Yushania glauca T.P.Yi & T.L.Long (1989)
- Yushania grammata T.P.Yi (1990)
- Yushania hirsuta (Munro) R.B.Majumdar (1989)
- Yushania hirticaulis Z.P.Wang & G.H.Ye (1981)
- Yushania humbertii (A.Camus) Ohrnb. (1996)
- Yushania humida T.P.Yi & J.Y.Shi (2007)
- Yushania lacera Q.F.Zheng & K.F.Huang (1984)
- Yushania laetevirens T.P.Yi (1990)
- Yushania levigata T.P.Yi (1986)
- Yushania linearis Demoly (2009)
- Yushania lineolata T.P.Yi (1985)
- Yushania longiaurita Q.F.Zheng & K.F.Huang (1984)
- Yushania longissima K.F.Huang & Q.F.Zheng (1982)
- Yushania longiuscula T.P.Yi (1986)
- Yushania mabianensis T.P.Yi (1986)
- Yushania maculata T.P.Yi (1986)
- Yushania madagascariensis (A.Camus) Ohrnb. (1996)
- Yushania maling (Gamble) R.B.Majumdar & Karthik. (1989)
- Yushania menghaiensis T.P.Yi (1988)
- Yushania microphylla (Munro) R.B.Majumdar (1989)
- Yushania mitis T.P.Yi (1990)
- Yushania multiramea T.P.Yi  (1988)
- Yushania niitakayamensis (Hayata) Keng f. (1957)
- Yushania oblonga T.P.Yi (1986)
- Yushania pachyclada T.P.Yi (1986)
- Yushania pantlingii (Gamble) R.B.Majumdar (1989)
- Yushania panxianensis T.P.Yi & J.J.Shi (2015)
- Yushania pauciramificans T.P.Yi (1988)
- Yushania perrieri (A.Camus) Ohrnb. (1996)
- Yushania pianmaensis T.P.Yi & L.Yang (2014)
- Yushania polytricha Hsueh & T.P.Yi (1986)
- Yushania punctulata T.P.Yi (1986)
- Yushania qiaojiaensis Hsueh & T.P.Yi (1986)
- Yushania rigidula (E.G.Camus) Ohrnb. (1997)
- Yushania rolloana (Gamble) T.P.Yi (1983)
- Yushania rugosa T.P.Yi (1986)
- Yushania schmidiana (A.Camus) Ohrnb. (1996)
- Yushania shangrilaensis Demoly (2006)
- Yushania straminea T.P.Yi (1990)
- Yushania suijiangensis T.P.Yi (1990)
- Yushania tenuicaulis T.P.Yi & J.Y.Shi (2007)
- Yushania tessellata (Holttum) S.Dransf. (1983)
- Yushania tianmushanica G.H.Lai (1998)
- Yushania uliginosa T.P.Yi & J.Y.Shi (2007)
- Yushania uniramosa Hsueh & T.P.Yi (1986)
- Yushania varians T.P.Yi (1986)
- Yushania velutina Demoly (2006)
- Yushania vigens T.P.Yi (1986)
- Yushania violascens (Keng) T.P.Yi (1986)
- Yushania wardii (Bor) Ohrnb. (1996)
- Yushania weixiensis T.P.Yi (1986)
- Yushania wuyishanensis Q.F.Zheng & K.F.Huang (1984)
- Yushania xizangensis T.P.Yi (1983)
- Yushania yadongensis T.P.Yi (1985)
- Yushania yongdeensis T.P.Yi & J.Y.Shi (2008)